# Зджари
Зджари (пол. Zdżary) — село в Польщі, у гміні Острув Ропчицько-Сендзішовського повіту Підкарпатського воєводства.
Населення — 267 осіб (2011).
У 1975-1998 роках село належало до Ряшівського воєводства.

## Демографія
Демографічна структура станом на 31 березня 2011 року:
|          | Загалом | Допрацездатний вік | Працездатний вік | Постпрацездатний вік |
| -------- | ------- | ------------------ | ---------------- | -------------------- |
| Чоловіки | 129     | 27                 | 86               | 16                   |
| Жінки    | 138     | 34                 | 81               | 23                   |
| Разом    | 267     | 61                 | 167              | 39                   |